# Aiguille du Goléon
L'aiguille du Goléon est un sommet des Alpes françaises culminant à une altitude de 3 427 m au sein du massif des Arves, dans le département des Hautes-Alpes.

## Géographie
L'aiguille du Goléon est le deuxième plus haut sommet du massif derrière les aiguilles d'Arves (3 514 m).
Avec les aiguilles de la Saussaz, au nord, elle est séparée des aiguilles d'Arves par le col Lombard (3 092 m) et la véritable cuvette du glacier du même nom, qui alimente le lac du Goléon (2 438 m) en contrebas. Elle est principalement composée de flysch nummulitique, est de forme pyramidale.
Sur la commune de La Grave, le site « Plateau d'Emparis - Goléon » fait partie des sites naturels classés zone Natura 2000.

## Randonnée
Le Goléon est un belvédère, d'accès facile, sur tout le versant nord du chaînon de la Meije et l’ensemble de l’arc alpin.
Les départs en randonnée se font à partir du hameau de Valfroide (1 874 m), sur la commune de La Grave ; il est possible de faire une halte ou passer une nuitée au refuge du Goléon, situé près du lac.

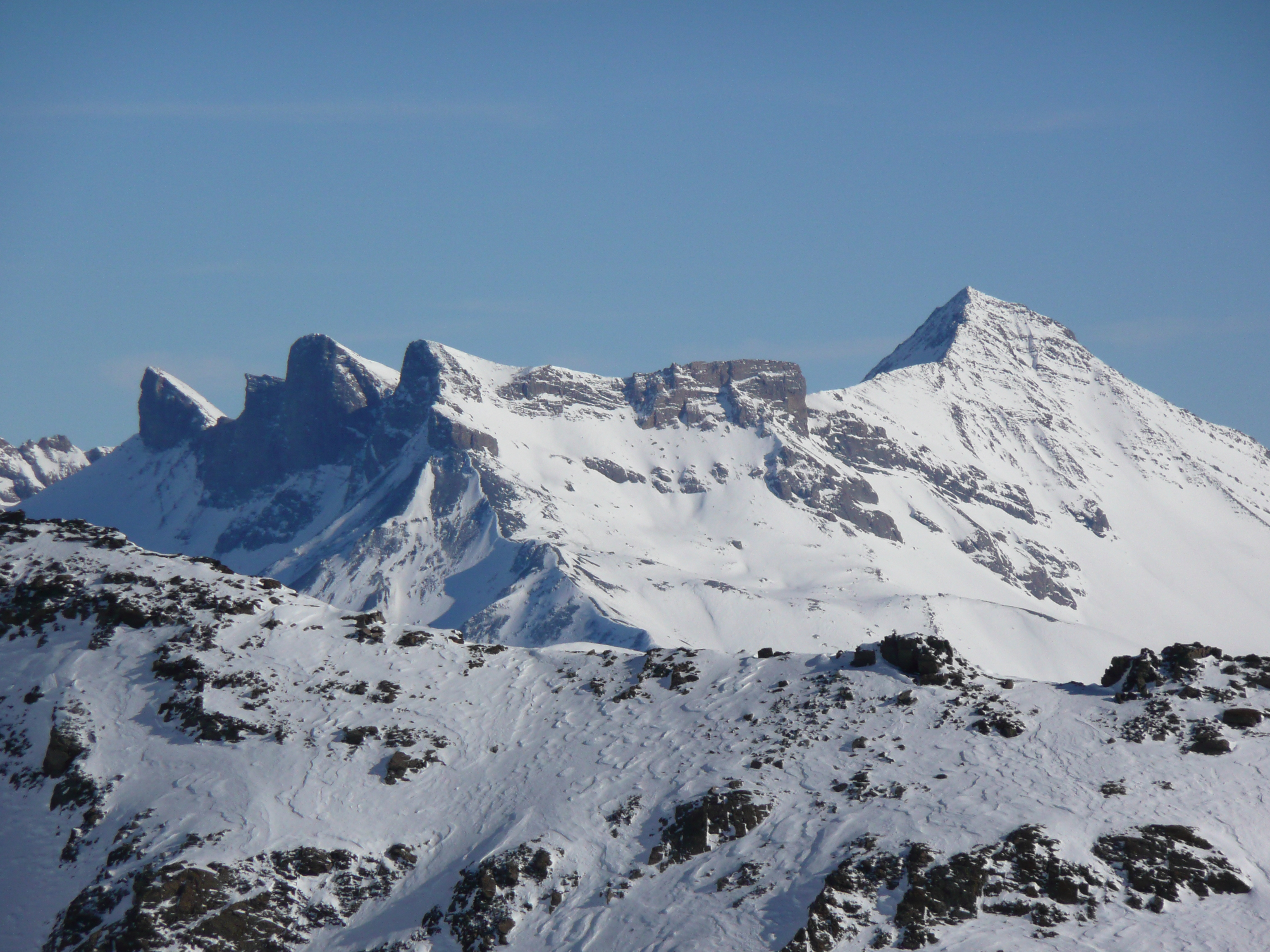
De gauche à droite : les aiguilles de la Saussaz (a. Orientale 3323 m, a. Centrale 3361 m, a. Occidentale 3340 m), le bec de Grenier (3298 m) et l'aiguille du Goléon (3427 m), vus depuis l'Alpe d'Huez.